# てぃんくる☆マイスター きらは
『てぃんくる☆マイスター きらは』は七瀬葵による漫画作品。コンプエース（角川書店）連載。

## ストーリー
現在、地球上に5人しかいない「マイスター」は、表向きは聖ウィンター学園にある独自の階級制度とされているが、実体は闇の力である闇精霊を制圧するための戦士である。
聖ウィンター学園に通っている星祭きらはは、ひょんな事からマイスターの一人となる。

## 登場人物
星祭 きらは（ほしまつり きらは）
主人公。聖ウィンター学園に通っている中学2年生の少女。兄・瞬哉を「おにいちゃま」と呼んで慕っている。小さい頃から兄を手助けするためにマイスターになるという願いを叶えてもらおうと星へ祈り続けていたが、ある日、ふぇにたんに見出されて、煌きを力に変える「希望のマイスター・ティンクルマイスター」に選ばれる。しかし何者かの影響で、他のマイスターが近くに居なければ変身出来ない。
ふぇにたん
フェニックスの雛鳥。きらはをマイスターとして選ぶ。
真白 魅月（ましろ みづき）
きらはの幼馴染で、いつも一緒に居る。その正体は「月影のマイスター・ムーンリット・マイスター」である。幼少の頃から自らの存在を知っていたが、同年代の子供に迫害されていたためマイスターになる事を拒んでいた。しかし、きらはとの友情もあり、マイスターとして戦う運命を受け入れる。ややガールズラブの傾向あり。お菓子作りが趣味。
ツクヨミ
魅月に力を貸す。ふぇにたんの知り合い。
日下 焔（くさか ほむら）
廊下できらはと激突した少年。「紅蓮のマイスター」。瞬哉とは親友でマイスターにスカウトされている。スポーツ万能

星祭 瞬哉（ほしまつり しゅんや）
きらはの兄で、マイスターの一人。

## 書誌情報

### 掲載誌
- 月刊コンプエース

### 単行本
角川書店より刊行されている。
1. 第1巻（2008年1月26日発売）… ISBN 978-4047150072